# St George rugby
Pour les articles homonymes, voir Saint-Georges.
Dernière mise à jour : 10 octobre 2013.
 St George Rugby  est un club de rugby à XV, basé à St George dans la banlieue de Sydney, en Australie.

## Histoire
Le club, fondé en 1906, doit cesser ses activités en 1915 et ne repart qu’en 1928. Il dispute plusieurs finales du championnat de première division de Sydney, mais remporte un seul titre en 1957 (21 à 3 contre le Gordon RFC). En 1989, il fusionne avec Port Hacking pour former le Southern Districts Rugby Club. En 1999, le club repart avec des équipes de jeunes et son équipe senior joue actuellement au quatrième niveau du championnat de Sydney.
Le club évolue sous différentes couleurs, le violet, le orange (pendant la Seconde Guerre mondiale) et enfin en rouge et blanc, couleurs imposées par l’un des entraîneurs, grand admirateur de l’équipe sud-africaine du Transvaal. Ce sont aussi les couleurs du drapeau anglais, dont le patron est saint Georges.

## Palmarès
- Vainqueur du Shute Shield en 1957

## Joueurs célèbres
28 joueurs du club portent le maillot de l’équipe nationale d'Australie.